# Cañete de las Torres (kommun)
Cañete de las Torres är en kommun i Spanien.   Den ligger i provinsen Province of Córdoba och regionen Andalusien, i den södra delen av landet, 290 km söder om huvudstaden Madrid. Antalet invånare är 3 124.